# Eupoecilia diana
Eupoecilia diana là một loài bướm đêm thuộc họ Tortricidae. Loài này được tìm thấy ở quần đảo Solomon phía đông New Guinea.